# Hradec Králové hlavní nádraží
Hradec Králové hlavní nádraží (deutsch „Königgrätz Hauptbahnhof“) ist der zentrale Bahnhof der ostböhmischen Stadt Hradec Králové (Königgrätz) unter der Adresse Riegrovo náměstí 914/2 in Tschechien. Das Empfangsgebäude wurde zwischen 1929 und 1935 als Profanbau der Moderne im Areal der Vorgängerbauten errichtet. Es steht unter Denkmalschutz.

## Lage und Verkehrserschließung

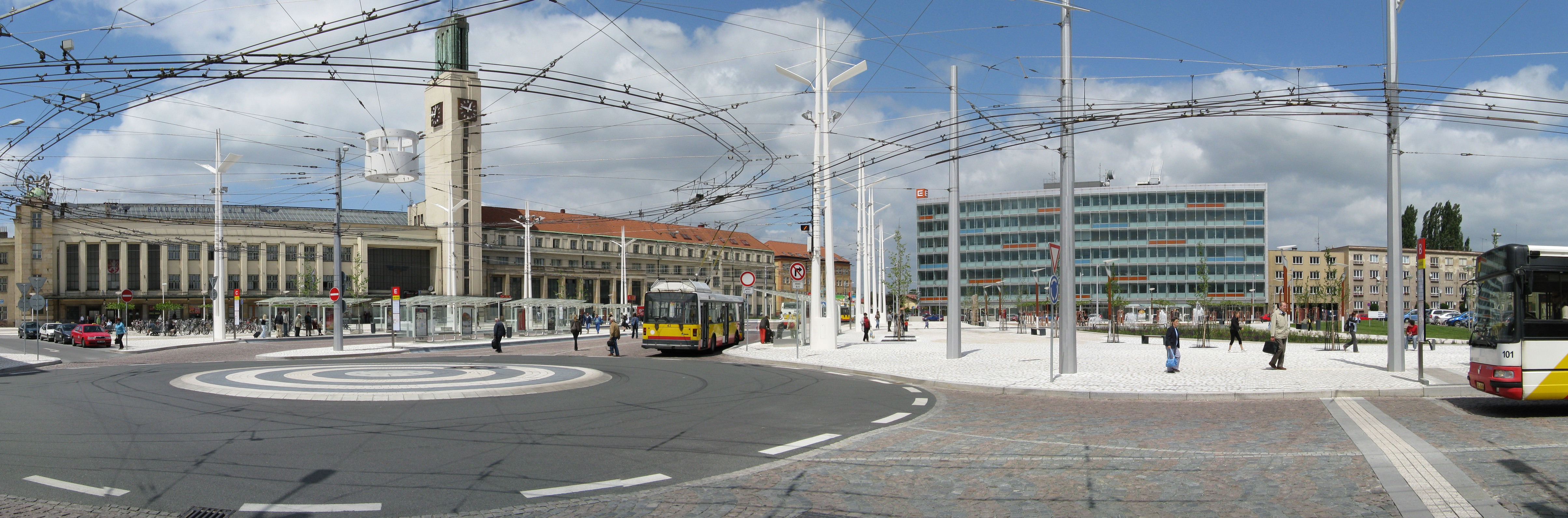
Bahnhof (links) und Vorplatz nach Fertigstellung der Umbauarbeiten im Jahr 2009

Der Hauptbahnhof befindet sich im westlichen Bereich der Stadt Hradec Králové am Riegrovo náměstí (Rieger-Platz), der früher Ulrichovo náměstí hieß. Durch innerstädtische Straßenanbindungen ist der große Vorplatz erschlossen. Die öffentlichen Verkehrsmittel von Hradec Králové gewährleisten die Anbindung des Bahnhofs mit mehreren Linien. In seiner Nähe, wenige Meter westlich, befindet sich der überregionale Busbahnhof. Das Bahnhofsgelände nimmt von diesem Stadtteil eine sehr große Fläche ein.

## Geschichte
In den Jahren 1855 bis 1857 errichtete man das erste Bahnhofsgebäude in Königgrätz. Es handelte sich um ein zweistöckiges Bauwerk. Damals lag Königgrätz an der Süd-Norddeutschen Verbindungsbahn, deren Teilstück Pardubitz–Josefstadt am 4. November 1857 dem Verkehr übergeben wurde. Zwischen 1873 und 1875 entstand hier durch den fortschreitenden Bau der Österreichischen Nordwestbahn mit der Streckenführung Prag-Mittelwalde ein überregionales Eisenbahnkreuz. Die damit verbundene rasche Entwicklung des Personen- und Güterverkehrs erforderte bis 1894 weitere bauliche Ergänzungen im Bahnhofsbereich. Zwischen 1897 und 1900 mussten weitere Erweiterungsbauten im Bahnhofsareal vorgenommen werden. Im Jahr 1902 errichtete man auf dem Bahnhofsgelände ein neues Verwaltungsgebäude. Große Umbauten auf dem gesamten Areal, die etwa der heutigen Ausdehnung entsprechen, wurden zwischen 1924 und 1925 vorgenommen. In den Jahren 2007 bis 2009 veranlasste die Stadt Hradec Králové eine komplette Sanierung und Umstrukturierung des Bahnhofsplatzes.

## Bauwerk

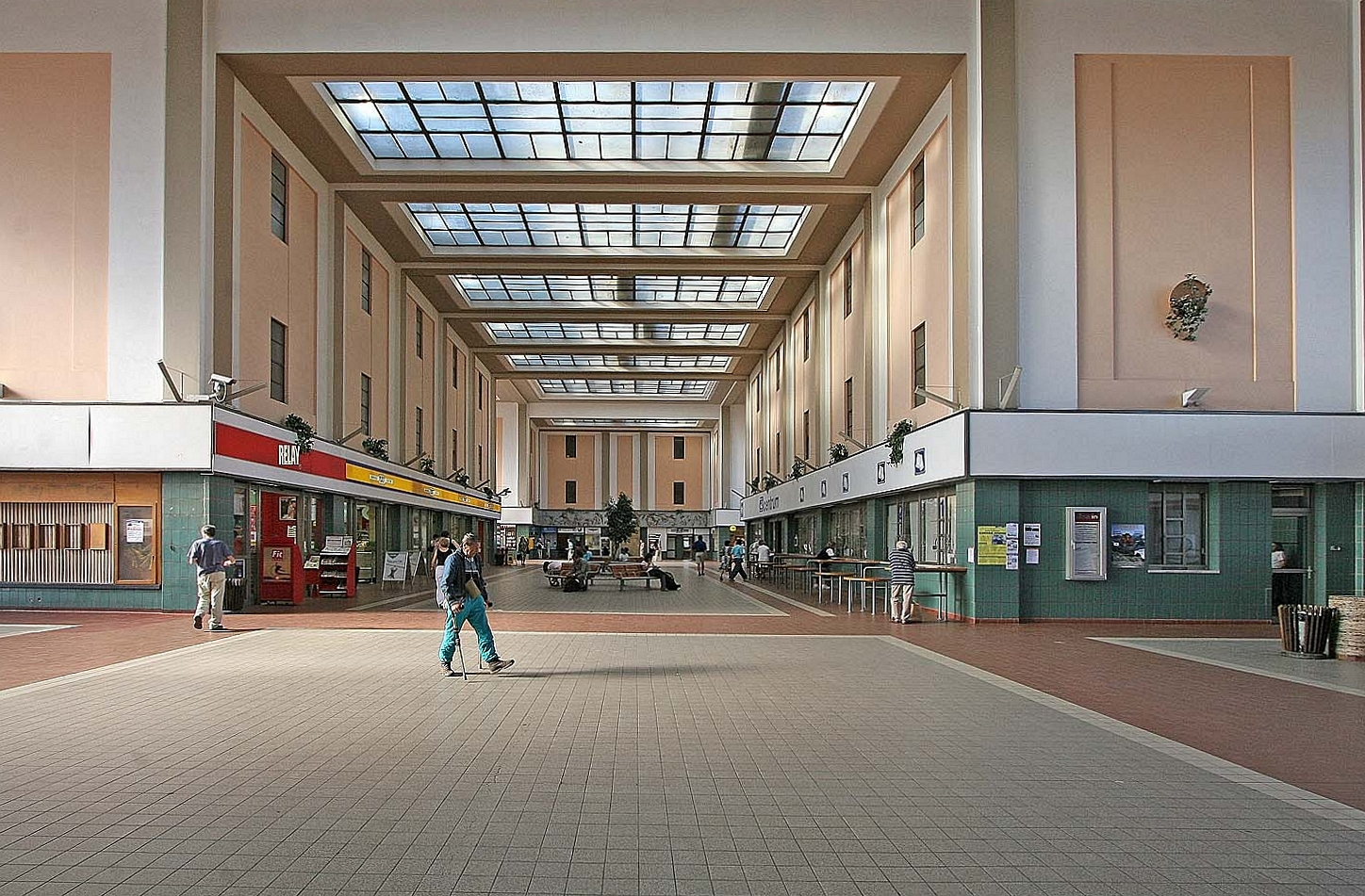
Besucherbereich vom Hauptbahnhof

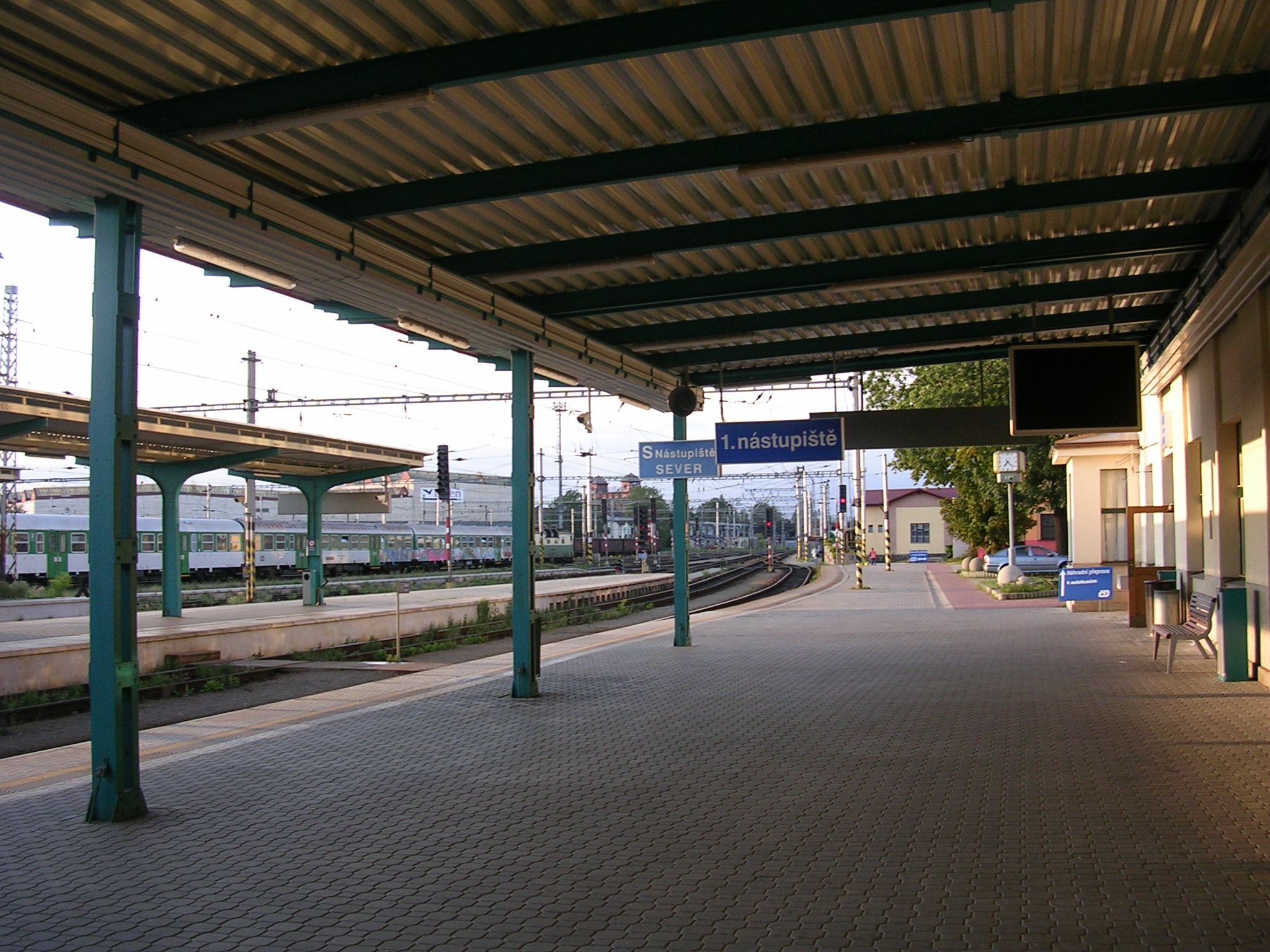
Bahnsteigbereich

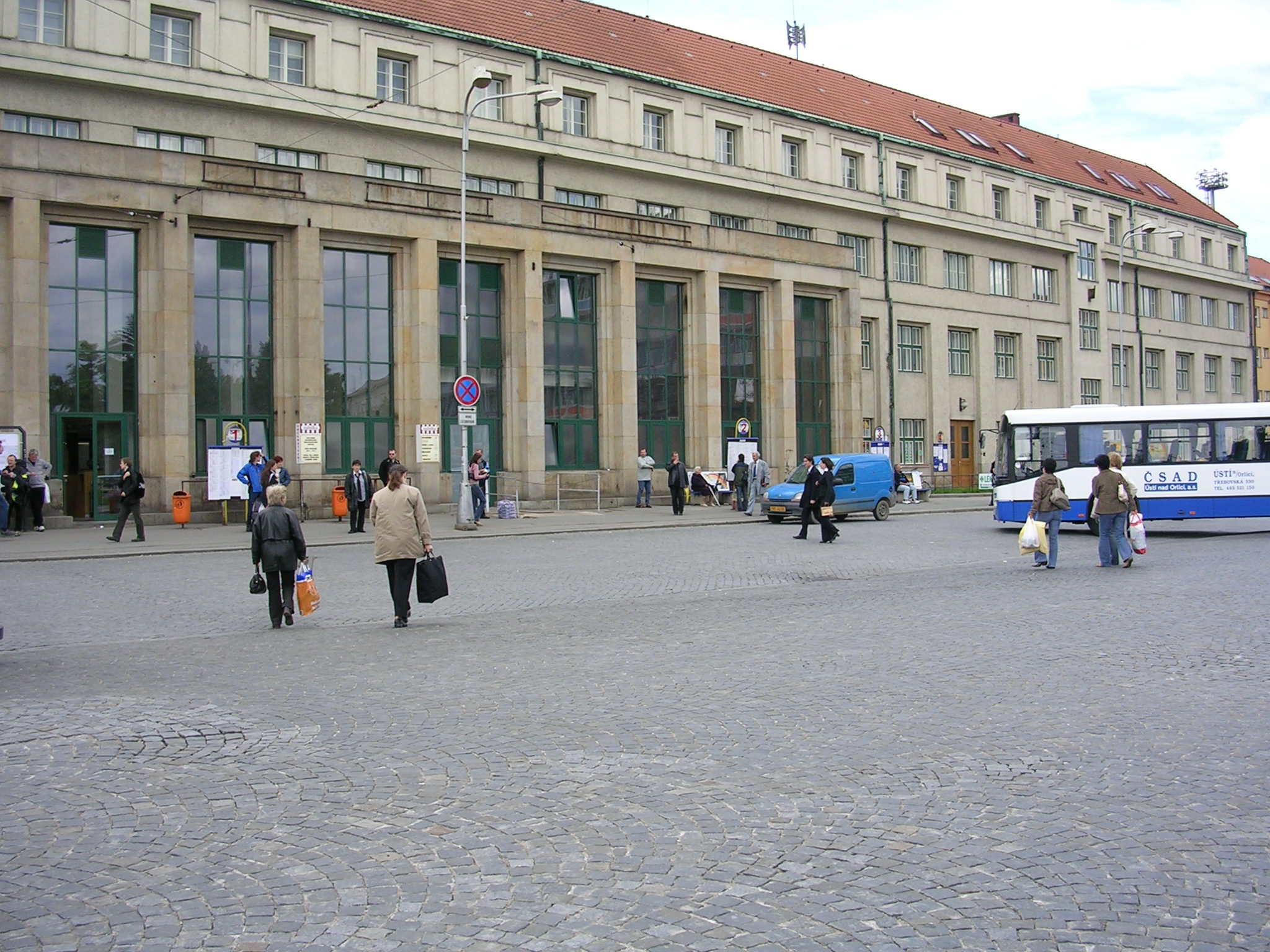
Verwaltungsgebäude mit Busstation

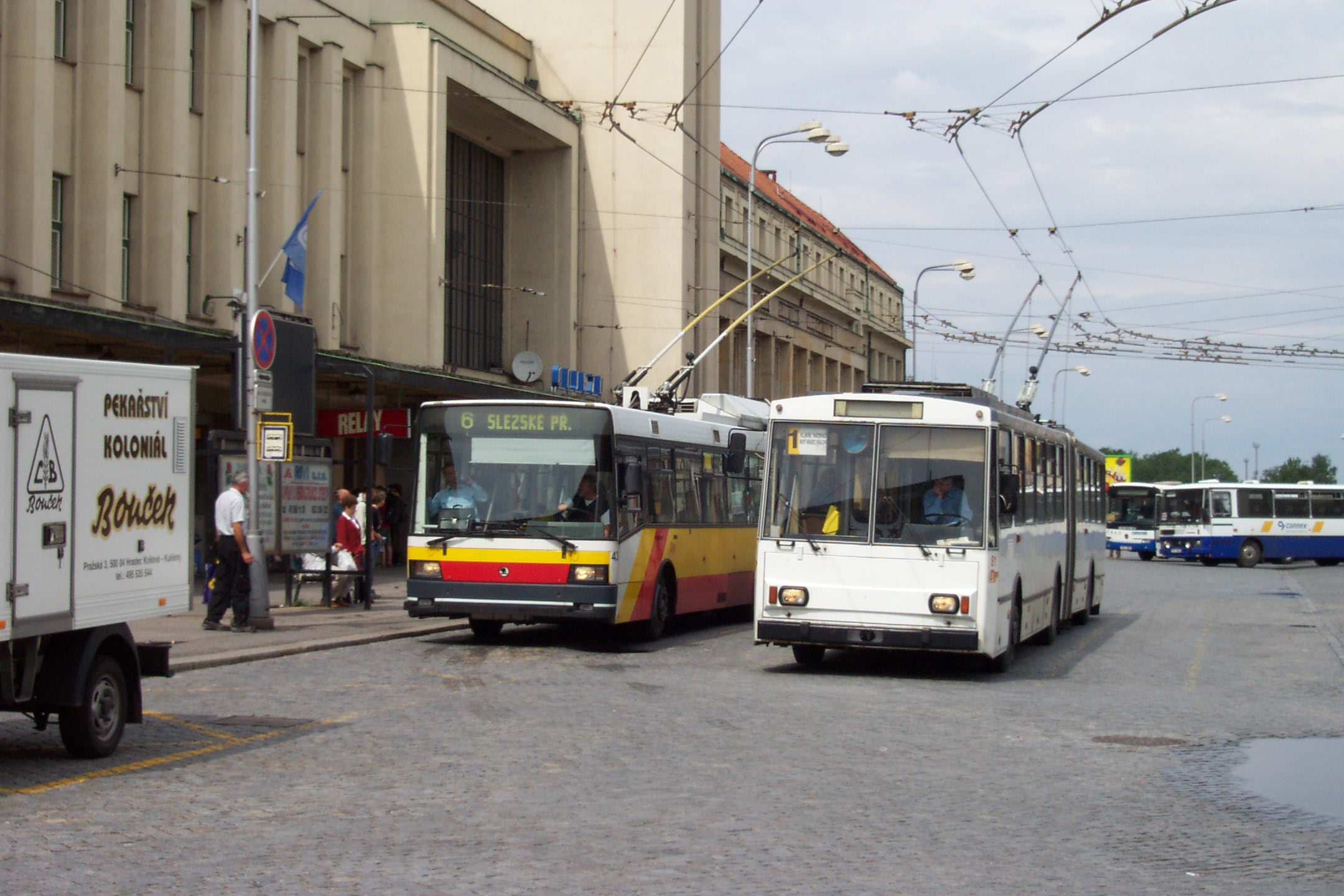
Öffentlicher Personennahverkehr am Hauptbahnhof

Das Bahnhofsgebäude ist ein langgestreckter monumentaler Bau im Stadtteil Pražské předměstí (Prager Vorstadt). Der Entwurf des Gebäudekomplexes stammt von Václav Rejchl, der seine Pläne hierzu in den Jahren 1928 bis 1929 erarbeitete. Im Juni 1929 fingen die Ausschachtungen für die Fundamente an und ab Mai 1930 konnte mit dem Hochbau begonnen werden. Am 5. Mai 1935 beging die Stadt und die Eisenbahngesellschaft die feierliche Einweihung der neuen Bahnhofsgebäude.
Während der sechsjährigen Bauzeit entstanden zwei langgestreckte Bahnhofsgebäude, die sich an jeweils einer ihrer Kopfseite berühren und in diesem Bereich einen 46
Meter hohen Turm umfassen. Der linke Gebäudeflügel dient vorrangig dem Aufenthalt und dem Service für die Reisenden. Im rechten Gebäudeflügel ist der Hauptteil der Verwaltungsräume untergebracht. Der Komplex ist insgesamt 152 Meter lang. Seine Grundfläche umschließt ein Areal von etwa 5000 Quadratmetern.
Das auffälligste Gebäudeteil ist der im Grundriss flach angelegte Turm. In seiner Front befindet sich ein vertikal angeordnetes Fensterband, das an seinem oberen Ende mit einer großen Uhr anschließt. Darüber verjüngt sich der Turmbau zu einem noch schlankeren Aufbau mit Mast.
Eine Besonderheit bildet die große Gruppenplastik auf dem Dach eines Seitenrisalits am Kopfende des linksseitigen Bahnhofstrakts. Diese Bronzearbeit stammt von Josef Škoda und soll den Beitrag der Eisenbahn zur Entwicklung der menschlichen Gesellschaft demonstrieren. Die Gruppenplastik besteht aus einem halbkugelförmigen Globus, auf dem ein Flügelrad ruht, das beidseitig von zwei laufenden Fackelträgern begleitet wird.
Zu ihrer Entstehungszeit zählten diese Bauten zu den modernsten Bahnhofsgebäuden in Europa. Václav Rejchl hatte mit seinem jüngeren Bruder Jan Rejchl, ebenfalls ein Architekt, dieses Projekt umgesetzt. Die technische Umsetzungsverantwortung des Baus lag in den Händen des Bauingenieurs František Komárek aus  Svobodné Dvory, einem damaligen nördlichen Vorort der Stadt.

## Eisenbahnverkehr
Hier verlaufen folgende Kursbuchstrecken:
- 020: (Praha–) Velký Osek–Hradec Králové–Choceň
- 031: Pardubice–Hradec Králové–Jaroměř
- 041: Hradec Králové–Jičín–Turnov

### Fernverkehr
Vom Hauptbahnhof Hradec Králové verkehren Schnellzüge der ČD in diese Richtungen:
- NW: aus Pardubitz über Turnov nach Liberec
- N: aus Prag über Jaroměř nach Trutnov
- O: aus Prag nach Letohrad
- S: über Pardubitz und Olmütz nach Luhačovice.
- W: über Podiebrad nach Prag

### Regionalverkehr
Zu den regionalen Zielen gehören Pardubice hl.n., Šumperk, Jičín und Náchod innerhalb der Verkehrsverbünde VYDIS (Východočeský IDS) und IREDO (Královéhradecký IDS).

## Bahnhöfe in Hradec Králové
Weitere Bahnhöfe in Hradec Králové, die dem Regionalverkehr dienen und vom Hauptbahnhof mit dem Zug erreichbar sind, tragen folgende Bezeichnungen:
- Hradec Králové-zastávka
- Hradec Králové-Slezské předměstí
- Hradec Králové-Kukleny